# 카렌 (가수)
카렌(일본어: カレン, ガレン1992년 3월 6일 ~ )는 도쿄도 출신이자, 일본의 엔카 가수이다. 본명은 카토 카렌(일본어: 加藤花蓮). 모친은 엔카 가수 아베 마리아(일본어: 阿部まりあ)(구명 : 일본어: アベマリア)이다.

## 약력
- 2005년, 모닝구무스메。오디션 2005에 응모해, 낙선.
- 2006년, 모닝구무스메。HAPPY 8기 오디션에 2차 예선까지 갔지만 낙선.
- 2007년 3월 11일, Shibuya O-EAST에서 행해진 「아미코레 · 폿시코레」에서 GTT클럽으로서 정식으로 피로연.
- 2007년 6월 9일, 도쿄 시네마 클럽에서 행해진 걸즈♀갤러리에 출연.
- 2007년 12월 10일,「泣くなオカメちゃん」로 전달 데뷔.
- 2008년 5월 3일, NICE GIRL 프로젝트! 멤버로 가입.
- 2009년 6월 22일부터, 1개월간으로

1. 1000매의 CD를 노상손 팔아 완매하는 일.
2. 다이어트로 체중을 50kg 이하에 떨어뜨리는 일.

이상의 2개를 조건으로서 메이저 데뷔를 건 스트리트 라이브를 감행, 훌륭히 성공해 2009년 9월 23일에 빅터 엔터테인먼트에서 양 A면 싱글「泣くなオカメちゃん/未練坂」에서 메이저 데뷔했다.
- 2009년 10월 2일,「치칭푸이푸이」에 출연.
- 2010년 7월 21일, 두 번째 싱글 「螢の娘」발매.
- 2010년 9월 4일, NGP 라이브 밤공연을 가져 NGP를 졸업. 졸업 후는 계속해 TNX에 적을 둔다.
- 2011년 4월 20일, 세 번째 싱글「大阪恋うた」발매. 같은 날부터 7월 28일까지「카렌의 칸사이 100일간 무사 수행」이라고 제목을 붙여, 100일간으로

1. 칸사이에서「大阪恋うた」의 CD를 5000매 파는 일.
2. 오사카의 아줌마 500명으로 친구(메일 친구)가 되는 일.

이상의 2개의 미션이 부과되어 클리어 할 수 없었던 경우는 예명을 개명해야 한다. 동년 8월 7일의 파이널 이벤트로 결과가 발표되어 오사카의 아줌마의 친구는 584명으로 클리어 했지만, CD의 매상이 3438매로 클리어 하지 못했다. 그러나 5000매 팔 때까지 오사카에서 노력하고 싶다고 하는 본인의 직소와 팬으로부터의 성원을 들어주어 스탭 등이 협의한 결과, 활동 계속이 인정되어 개명은 취소가 되었다. 덧붙여서「치카라 렌(ちから レン)」에 개명될 예정이었다.
- 2012년 2월 22일, 네 번째 싱글「純情花吹雪」를 발매.

## 음반

### 싱글
1. 泣くなオカメちゃん/未練坂 (2009년 9월 23일)※ 양 A면 싱글
2. 螢の娘 (2010년 7월 21일)
3. 大阪恋うた (2011년 4월 20일)
4. 純情花吹雪 (2012년 2월 22일)
5. 栞 (2014년 1월 8일)
6. 女の純情 (2014년 12월 3일)

### 앨범
1. カレンの演歌がいっぱい (2009년 12월 9일)
2. カレンの演歌がいっぱい2 (2010년 10월 20일)
3. カレンの演歌がいっぱい3 (2011년 11월 23일)

### DVD
1. カレンがいっぱい (2012년 2월 22일)

## 출연

### 라디오
- 카렌의 도키메키☆나이스 걸 (2008년 10월 1일 ~ , 스타디지오)
- 텔리 이토의 라디오 (2009년 6월 - , 닛폰 방송) - 부정기 출연 → 주1 출연
- 카렌의 오카메 일기 (2009년 9월 6일 ~ , 라디오 오사카)
- 곧 있으면 새벽 ABC (2010년 5월 5일 ~ , 아사히 방송) - 게스트 출연

### 무대
- 층쿠♂ THEATER 제4탄「아아 여자 합창부~영광의 파편∼」(2007년 9월 22일 ~ 24일, 전국 전기 통신 노동조합 홀)
- 층쿠♂ THEATER 제5탄「청춘 낙서 ~네 누나~」(2008년 1월 2일 - 14일, 이시마루 전기 SOFT2)